# 보름산미술관
보름산미술관은 경기도 김포시에 있는 사립 미술관이다.

## 연혁
- 2009년 5월 30일 개관.